# 深田剛史
深田 剛史（ふかだ たけし）は、日本の整体師、古神道研究家、精神世界・スピリチュアル系の著作家。愛知県名古屋市在住。

## 概要
宮司の家系に生まれる。整体師として働くとともに、古神道研究家として活動している。古神道研究家である小林美元の教えを受けた。画家のはせくらみゆきと親しく、二人の共著で著作を出版したこともある。
著述のほか、数霊や言霊に関する講演を行っており、2013年には、船井幸雄グループの「にんげんクラブ」でも講演した。
「数に本来吉凶はない」との考えのもと、「凶数」の存在しない数霊論を展開する。ただし、それぞれの数霊への接し方を間違えた際の「反作用」があるとしている。

## 著書
- 『数霊』たま出版（原著2003-11-1）。ISBN 9784812700884。
- 『数霊―臨界点』今日の話題社（原著2007-2-1）。ISBN 9784875655732。
- 『数霊 天地大神祭』今日の話題社（原著2008-3）。ISBN 9784875655824。
- 『数霊 日之本開闢』今日の話題社（原著2008-5-1）。ISBN 9784875655831。
- 『数霊 弥栄三次元―祝諏訪大神建御名方刀美恵美須尊』今日の話題社（原著2009-2-1）。ISBN 9784875655886。
- 『数霊 ヱビス開国―祝 白山菊理媛 八次元開放』今日の話題社（原著2010-6-1）。ISBN 9784875655961。
- 『数霊 時空間日和』今日の話題社（原著2011-10-1）。ISBN 9784875656067。

はせくらみゆきとの共著
- 『数霊に秘められた宇宙の叡智―かずたま占い』徳間書店（原著2009-3-31）。ISBN 9784199060533。
- 『数は宇宙言語だった! 宇宙一切を動かす「数霊」の超メッセージ』ヒカルランド（原著2012-9-20）。ISBN 9784864710534。